# Бонсолл, Элизабет
Элизабет Бонсолл (англ. Elizabeth Fearne Bonsall; 12 сентября 1861, Филадельфия, Пенсильвания — 25 сентября 1958 или 1956[…], Radnor, Пенсильвания) — американская художница и иллюстратор.

## Биография
Родилась 12 сентября 1861 года в местечке Фернвуд (Fernwood), округ Делавэр, штат Пенсильвания, в семье Амоса Бонсалла (Amos Bonsall) и его жены Анны Вагнер Бонсалл (Anna Wagner Bonsall). Её отец был офицером ВМФ и исследователем Второй экспедиции Гриннелла (1853—1855), которую возглавлял Илайша Кейн. Также служил в армии Союза во время Гражданской войны в США, а позже был директором детских домов. У Элизабет были сёстры — Этель, Сара и Мэри.
Живописи обучалась у Говарда Пайла и Томаса Икинса в Пенсильванской академии изящных искусств с 1894 года. Затем продолжила обучение под руководством Пайла в Университете Дрекселя. Первой её наградой стала премия Toppan Prize в 1885 году; дважды была удостоена Приза Мэри Смит в 1888 и 1897 годах. Элизабет Бонсолл также училась в Академии Коларосси у Густава Куртуа и Рафаэля Коллена.
Элизабет Бонсолл специализировалась на рисовании животных. Она иллюстрировала «The Book of Cats» (1903), «The Book of Dogs», «The Pied Piper of Hamelin» (1927) и другие книги. Создала иллюстрации для «American Spiders and their Spinningwork» Генри Маккука.
В 1897 году на международной выставке The Pittsburgh International Exhibition of Contemporary Painting and Sculpture она выставляла свою работу Portrait and Hot Milk. Также экспонировалась на летней выставке в Художественном музее Вустера в 1901 году. Была членом The Plastic Club. В 1920 году была представлена на выставке The Plastic Club. В апреле 1922 года её работы экспонировались во время Philadelphia’s Artists' Week.
Элизабет Бонсолл некоторое время преподавала в Пенсильванской академии изящных искусств, одной из её учениц была Элизабет Робертс.
Умерла 25 сентября 1956 года в местечке Раднор (Radnor), округ Делавэр, штат Пенсильвания.
Большое количество документов, относящихся к Элизабет Бонсолл, хранятся в библиотеках Смитсоновского института. Её работы можно увидеть в Художественном музее Делавэра, Пенсильванской академии изящных искусств и других музеях США.